# Гремиал
Гремиал (лат. gremiale, от лат. gremium — лоно) — предмет епископского литургического облачения в западных литургических обрядах, представляющий собой большое покрывало квадратной или продолговатой ткани с вышитым по середине крестом, которое, в соответствии с «Cæremoniale Episcoporum» и «Pontificale», возлагали на колени епископа, когда он восседал на троне во время пения хором Kyrie, Gloria и Credo, во время раздачи благословлённых свечей, пальм или золы, во время омовения ног на Мессе Вечери Господней, а также во время помазания елеем в связи с посвящением в духовный сан.

## Особенности
Гремиал никогда не используется в течение Понтификальной Вечерни. Первоначальной задачей гремиала являлось предотвращение загрязнения других элементов понтификального облачения, особенно казулы.
Гремиал, использующийся во время Понтификальной Мессы, сделан из шёлка. Он должен быть украшен крестом в центре и отделан шелковой вышивкой. Его цвет должен соответствовать цвету казулы.
Гремиалы, использующиеся на других торжествах, сделаны из льна, чтобы облегчить их чистку в случае, если они будут загрязненными.

## История происхождения
Мало что известно об истории гремиала, по-видимому, его происхождение восходит к Позднему Средневековью, гремиал вошёл в литургический обиход с конца XIII века. Roman Ordo Гаэтано Стефанески (ок. 1311 года) его впервые упоминает (п. 48); вскоре после этого он упоминается в уставе Грандисон Эксетера (Англия) еще в 1339 году, в ранние времена он использовался не только любым епископом, но и священниками. Он не благословляется и не имеет символического значения. В наши дни почти не используется, кроме общин католиков-традиционалистов.